# Jhang
Jhang är huvudort för ett distrikt med samma namn i den pakistanska provinsen Punjab. Folkmängden uppgick till lite mer än 400 000 invånare vid folkräkningen 2017.